# Teen Titans (série télévisée d'animation, 1967)
Teen Titans est une série télévisée d'animation américaine en trois épisodes de 6 minutes produite par Filmation et diffusée du 21 octobre au 4 novembre 1967 sur le réseau CBS. Elle a été diffusée dans le cadre de l'émission The Superman/Aquaman Hour of Adventure d'une durée de 60 minutes comptant neuf séries au total.
Cette série est inédite dans tous les pays francophones.

## Synopsis
Ils sont les acolytes des super héros et forment un groupe soudé et jeune, ce sont les Teen Titans.

## Distribution

### Voix originales
- Jerry Dexter : Aqualad
- Tommy Cook : Kid Flash
- Pat Harrington Jr. : Speedy
- Julie Bennett : Wonder Girl

## Épisodes
1. The Monster Machine
2. The Space Beast Round-Up
3. Operation Rescue